# Colgar rostratum
Colgar rostratum är en insektsart som först beskrevs av Xavier Montrouzier 1855.  Colgar rostratum ingår i släktet Colgar och familjen Flatidae. Inga underarter finns listade i Catalogue of Life.